# Radio Group
Die Radio Group ist eine mittelständische Mediengruppe mit Hauptsitz in Frankfurt am Main. Sie wurde 2007 (unter dem Namen Lokalradio RLP) von Stephan Schwenk gegründet. Die Radio Group betreibt 19 private Hörfunksender in Deutschland, beschäftigt rund 100 Mitarbeiter und erzielt einen Umsatz von 8,5 Millionen Euro. Sie ist unabhängig von den größten deutschen Medienkonzernen.

## Geschichte
In den 1980er und 1990er Jahren hatte Stephan Schwenk zahlreiche Führungsfunktionen im Medienbereich inne. Er war unter anderem Chefredakteur und Geschäftsführer mehrerer Radio- und Fernsehsender. Er zählte beispielsweise zum Gründungsteam von VIVA TV und entwickelte mit Wim Thoelke und Peter Bosse in Berlin das Spreeradio.
Nach der Gründung von regionalen Hörfunksendern in Cottbus (2002) und Koblenz (2004) erhielt Schwenk im Jahr 2007 weitere Lizenzen für regionale Hörfunksender in Rheinland-Pfalz und dem Saarland. Daraufhin gründete er noch im gleichen Jahr die Radio Group, die als Muttergesellschaft zentrale Aufgaben wahrnimmt.
2014 berichteten Medien über Liquiditätsprobleme der Unternehmensgruppe, die man mit zu schnellem Wachstum begründete. Aufgrund der Berichte nahm die Landeszentrale für Medien und Kommunikation die Radiosender der Radio Group unter Beobachtung. Seit einer Konsolidierungsphase im Jahr 2015 erwirtschaftet die Radio Group wieder konstant Gewinne.
Im Jahr 2019 wurde die Zentrale der Radio Group Holding nach Frankfurt am Main verlegt. Sie befindet sich in den Skyline Studios auf dem Dach des City Gate Towers.

## Unternehmensstruktur
Die Radio Group besteht aus mehreren Beteiligungs- und Betriebsgesellschaften. Die Radio Group Holding fungiert hierbei als Dachgesellschaft der Mediengruppe. Ihr Geschäftszweck erstreckt sich primär auf Beteiligungen an Unternehmen, die im Bereich des Rundfunks tätig sind, sowie auf alle damit zusammenhängenden Tätigkeiten. Außerdem übernimmt die Holding Stabsfunktionen, etwa bei der Vermarktung der Hörfunksender.
Alleinige Gesellschafterin der Radio Group Holding ist die Schwenk Medien Holding, die sich wiederum vollständig im Besitz von Stephan Schwenk befindet. Dieser fungiert gleichzeitig als Geschäftsführer beider Unternehmen.
Seit Oktober 2023 ist Tim Lauth CEO in der Holding sowie Geschäftsführer mehrerer Beteiligungen und Mitglied von Aufsichtsräten.

## Hörfunksender
Die Radio Group betreibt 17 regionale Hörfunksender. Es handelt sich um Stadtradios, die meist Marktführer an ihren Sendestandorten sind. Diese befinden sich in Bad Kreuznach, Cottbus, Frankfurt am Main, Homburg, Idar-Oberstein, Kaiserslautern, Koblenz, Landau, Neunkirchen, der Pfalz, Pirmasens, Potsdam, Saarbrücken, Saarlouis, St. Wedel, Trier und Zweibrücken.
Die Berichterstattung der Hörfunksender konzentriert sich vor allem auf lokale Themen. Diese werden durch Musik sowie stündliche Nachrichten und Wetterberichte ergänzt. Die Programme entstehen nach journalistischen Standards durch eigene Mitarbeiter.
Am 2. Mai 2019 ging mit Radio Germany One auch ein bundesweites Programm, das in englischer Sprache gesendet wird, im Berlin-Brandenburger DAB-Multiplex 7B auf Sendung. Der Studiostandort ist in Frankfurt am Main. Im November 2021 wurde die Verbreitung im DAB-Multiplex Berlin-Brandenburg wieder beendet, seither erfolgt die Verbreitung nur mehr im Webstream.
Am 15. November 2021 ging Radio Holiday, welches bereits vorher als Webradio verbreitet wurde, erstmals terrestrisch im DAB-Multiplex Kanal 9C Saarland auf Sendung. Das Programm soll nach Eigendarstellung Urlaubsstimmung vermitteln, mit Gute-Laune-Musik und guten Nachrichten. Eine Verbreitung über die DAB-Multiplexe in Berlin-Brandenburg sowie in Nordrhein-Westfalen wurde angekündigt. Das Programm wird mittlerweile über die DAB-Multiplexe Kanal 9D in Nordrhein-Westfalen, Kanal 12B in Thüringen und Kanal 7B in Berlin-Brandenburg übertragen. Eine weitere Aufschaltung über Kanal 10A im Großraum Leipzig ist vorgesehen.
Insgesamt hören rund 1,5 Millionen Menschen die Programme der Radio Group. Der Empfang ist in der Regel über UKW und DAB+ sowie online möglich. Die Radio Group finanziert ihr Angebot vor allem durch Werbung. Die Unternehmensgruppe konzipiert und produziert mehr als 400 Kampagnen jährlich.

## Engagement
Die Radio Group unterstützt seit Jahren gemeinnützige Organisationen in Form von Medialeistung. Dazu zählen unter anderem die SOS-Kinderdörfer sowie die Hilfsprojekte wie beispielsweise Brot für die Welt und World Vision.

## Kritik
2013 berichtete das Magazin ZAPP des Norddeutschen Rundfunks (NDR) über irreführende Berichterstattung im Interesse von Werbekunden. Anlass war die Meldung eines angeblichen Wasserrohrbruchs in einem Kaufhaus, der nie geschehen sei, aber Kunden zu Einkäufen animieren sollte. Der regionale Fernsehsender Rhein-Main TV entkräftete die Vorwürfe und bestätigte weitgehend die Darstellung des Unternehmens bzw. von Antenne Kaiserslautern, das die Vorwürfe bestritt.